# Zack Greinke
Donald Zackary Greinke (né le 21 octobre 1983 à Orlando, Floride, États-Unis) est un lanceur droitier des Royals de Kansas City de la Ligue majeure de baseball.
Il compte trois sélections au match des étoiles (2009, 2014, 2015) et remporte le trophée Cy Young comme meilleur lanceur de la Ligue américaine en 2009 alors qu'il s'alignait avec les Royals de Kansas City. Il affiche la meilleure moyenne de points mérités des lanceurs du baseball majeur à deux reprises : en 2009 avec une moyenne de 2,16 pour les Royals, puis en 2015 avec une moyenne de 1,66 pour les Dodgers de Los Angeles.

## Carrière

### Royals de Kansas City

#### 2004 à 2008

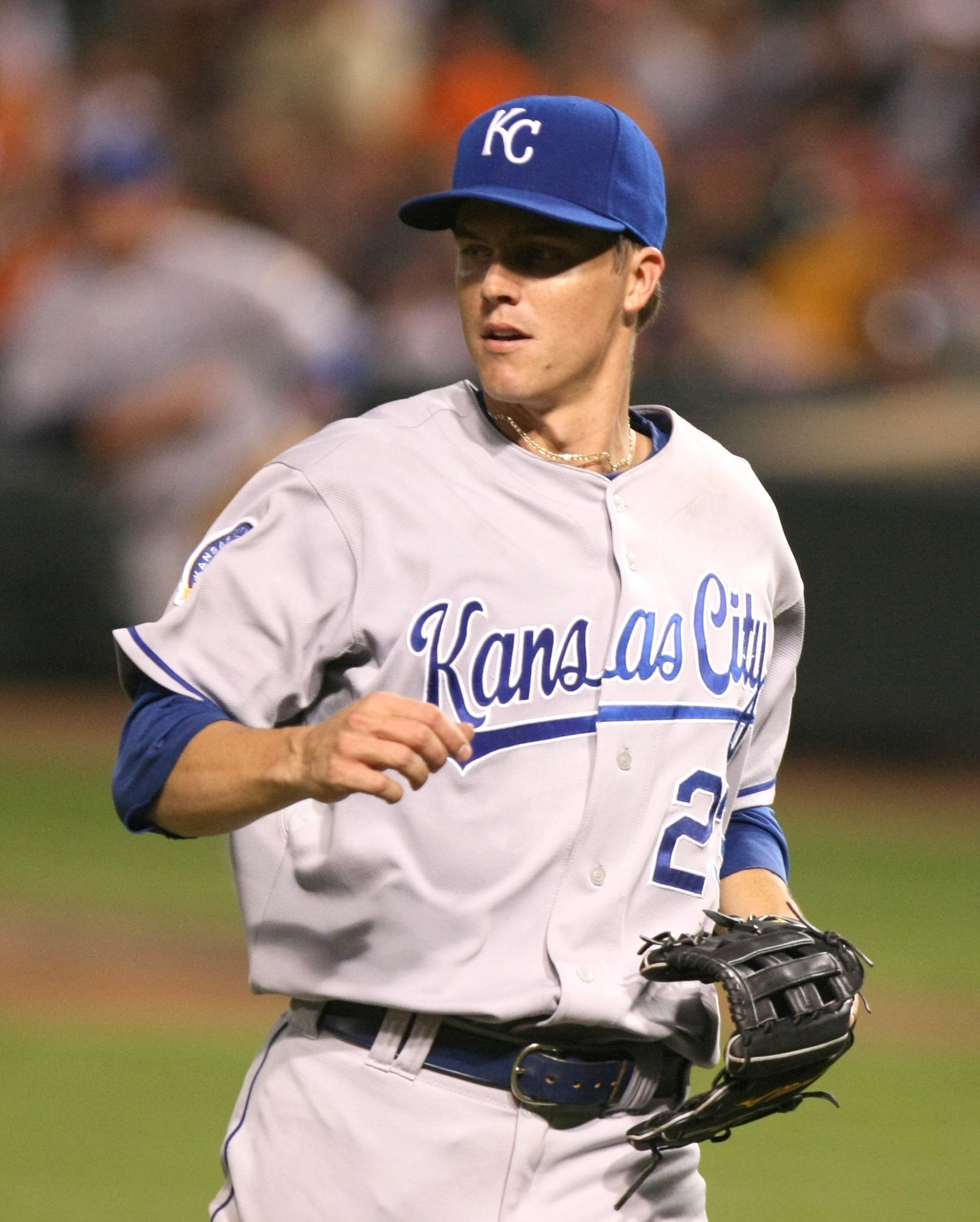
Zack Greinke en 2009.

Zack Greinke est repêché le 4 juin 2002 par les Royals de Kansas City au 1er tour (6e choix). Il fait ses débuts en Ligue majeure le 22 mai 2004 comme lanceur partant. Il termine 4e lors du vote désignant la meilleure recrue de l'année en Ligue américaine.
Souffrant de troubles d'anxiété, Greinke quitte l'entraînement de printemps des Royals en 2006. Placé sur la liste des blessés au départ de la saison, il ne dispute que trois matches lors de la saison 2006. Il reçoit un diagnostic de troubles anxieux et de dépression et envisage sérieusement d'abandonner sa carrière.
Il revient au jeu au début de la saison 2007 comme lanceur partant, mais alterne ensuite entre les postes de partant et de releveur le reste de la saison.
Lanceur partant en 2008, il commence 32 parties pour 13 victoires et 10 défaites.

#### Saison 2009
Le 26 janvier 2009, Greinke prolonge son contrat chez les Royals en s'egageant pour quatre saisons supplémentaires contre 38 millions de dollars.
Zack Greinke commence la saison 2009 par quatre victoires, sans accorder un point à ses 29 premières manches lancées. En incluant les 14 manches lancées sans accorder de point à la fin de la saison 2008, Greinke aura donc blanchi l'adversaire pendant 43 manches consécutives. À son troisième départ en 2009, face aux Rangers du Texas le 18 avril, il réussit le premier blanchissage de sa carrière en Ligue majeure. Sa moyenne de points mérités demeure à 0,00 jusqu'au 29 avril, alors qu'il accorde son premier point mérité de l'année aux Blue Jays de Toronto. Le début de saison exemplaire de Greinke lui a permis d'apparaître en couverture du Sports Illustrated du 4 mai 2009, une première pour un joueur des Royals depuis Bo Jackson en juin 1989.

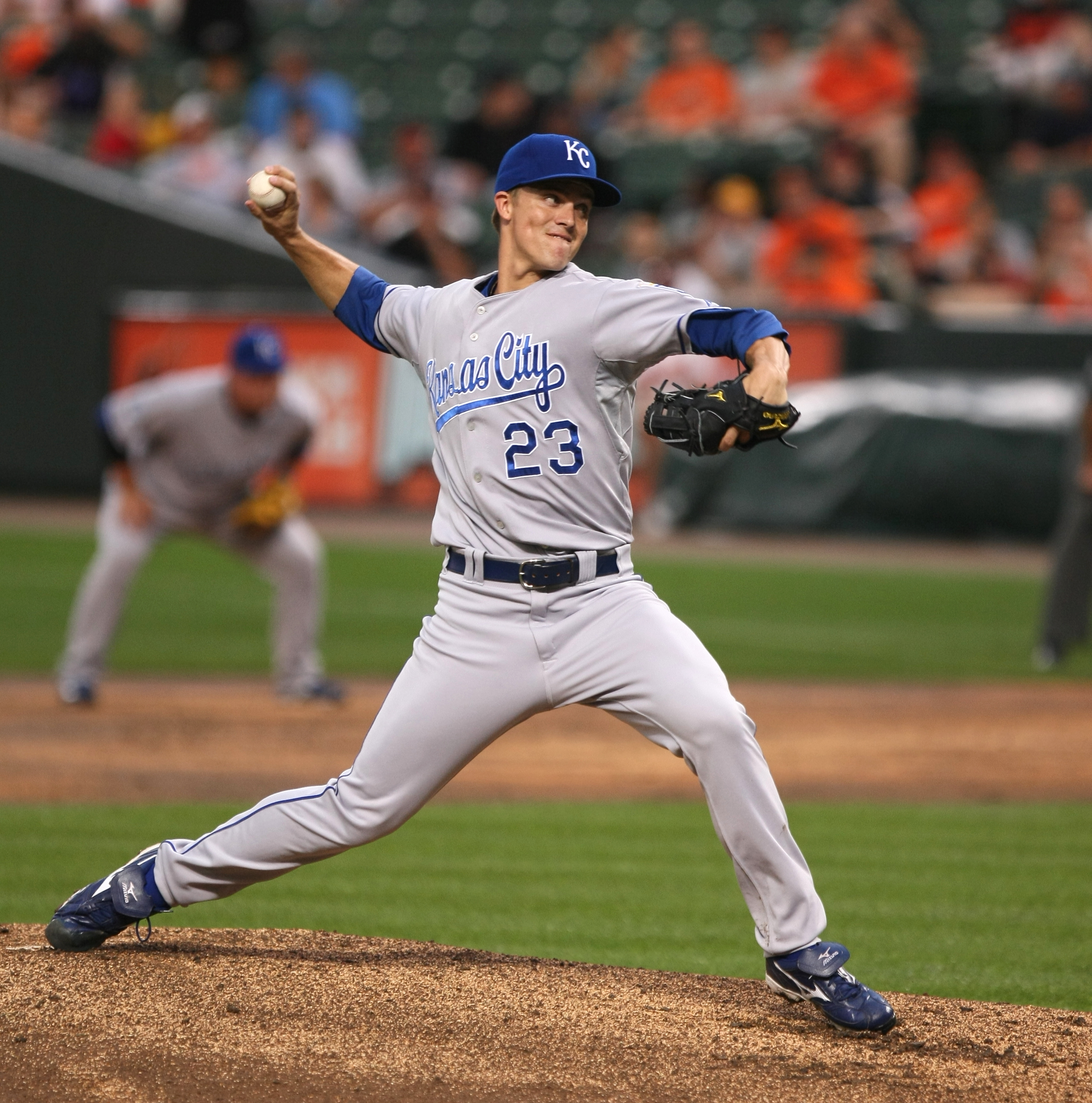
Greinke avec les Royals.

Greinke termine la saison avec 16 victoires et 8 défaites, malgré le peu de support offensif de ses coéquipiers et la piètre fiche de l'équipe, deuxième moins bonne de la Ligue américaine. Il termine troisième pour les retraits sur des prises avec 242 et affiche non seulement la meilleure moyenne de points mérités (2,19) des majeures, mais la meilleure par un lanceur partant de l'Américaine[pas clair] depuis Pedro Martinez en 2000. Il remporte le trophée Cy Young comme meilleur lanceur, récoltant au scrutin 25 des 28 votes de première place.

#### Saison 2010
La saison 2010 de Greinke n'est pas aussi brillante que la précédente. Il se classe tout de même dans le top 10 des lanceurs de la Ligue américaine pour la plus basse moyenne de buts-sur-balles alloués par tranche de neuf manches lancées et pour son bon ratio de retraits sur des prises / buts-sur-balles.
Il lance trois matchs complets avec les Royals, qui terminent une fois de plus en dernière place de leur division. Il remporte dix victoires contre quatorze défaites, mais sa moyenne de points mérités passe de 2,16 l'année précédente à 4,17. Un des lanceurs les plus utilisés de la ligue, avec 33 départs et 220 manches au monticule, il enregistre 181 retraits sur des prises contre seulement 55 buts-sur-balles accordés.
En cours d'année, Greinke exprime son exaspération de jouer pour un club qui, selon lui, fait peu d'efforts pour présenter sur le terrain une équipe gagnante. Le 19 décembre 2010, les Royals échangent Greinke aux Brewers de Milwaukee. Le joueur d'arrêt-court Yuniesky Betancourt accompagne Greinke à Milwaukee, tandis que les Brewers cèdent aux Royals l'arrêt-court Alcides Escobar, le voltigeur de centre Lorenzo Cain, le lanceur de relève Jeremy Jeffress et un lanceur d'avenir du nom de Jake Odorizzi.

### Brewers de Milwaukee

#### Saison 2011

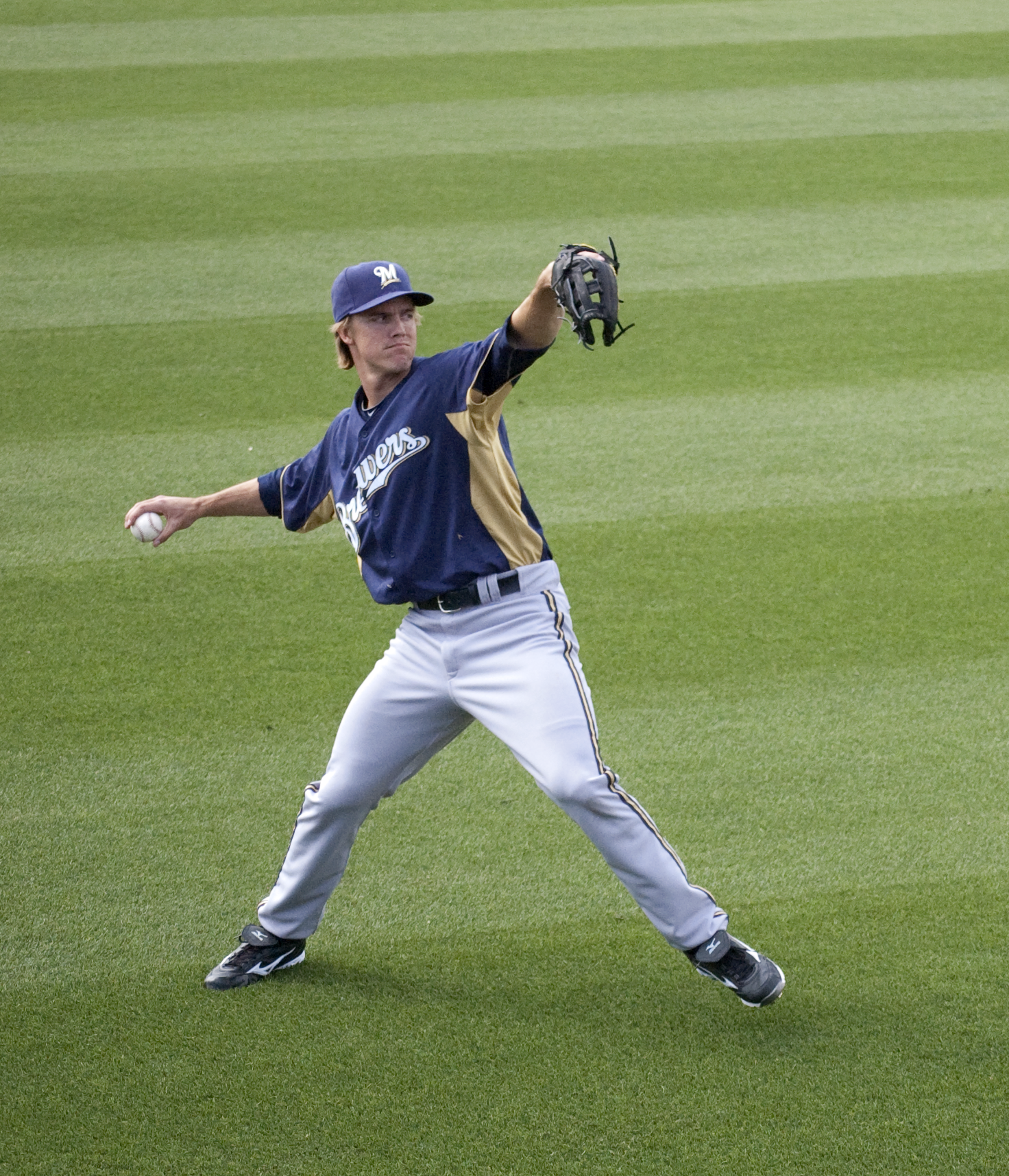
Zack Greinke joue pour les Brewers du début de la saison 2011 à juillet 2012.

Les débuts très attendus de Greinke chez les Brewers sont retardés lorsque le lanceur se blesse aux côtes en février 2011 en jouant une partie amicale de basket-ball avec des amis. Ce n'est que le 4 mai que le droitier fait ses débuts avec les Brewers, et sa première sortie est pour le moins difficile : sorti du match après quatre manches à Atlanta, il est crédité de la défaite. À son départ suivant le 9 mai au Miller Park de Milwaukee, il remporte sa première victoire avec sa nouvelle équipe, un gain sur les Padres de San Diego. Les attentes sont grandes envers Greinke à Milwaukee : l'équipe, déjà excellente en offensive, espère améliorer ses performances au monticule avec l'ancien des Royals et Shaun Marcum, nouvellement arrivé de Toronto. Greinke offre aux partisans des Brewers une saison de 16 victoires contre seulement 6 défaites. Sa moyenne de points mérités est de 3,83 en 28 départs. En 171 manches et deux tiers lancées, il enregistre 201 retraits sur des prises, bon pour le 7e rang parmi les lanceurs de la Ligue nationale. De plus, avec une moyenne de 10,5 retraits sur des prises par tranche de 9 manches lancées, il est le meilleur de tous les lanceurs du baseball majeur en 2011.
Il fait ses débuts en séries éliminatoires le 2 octobre 2011 à Milwaukee dans le deuxième match de la Série de divisions opposant les Brewers aux Diamondbacks de l'Arizona. Malgré quatre points mérités accordés par Greinke en cinq manches, les Brewers remportent la partie mais le partant n'est pas impliqué dans la décision. Milwaukee lui confie la balle à deux reprises en Série de championnat de la Ligue nationale contre Saint-Louis. Il donne six points en six manches dans le premier match de la série, mais Milwaukee gagne la partie et la victoire va à Greinke, sa première à vie en matchs d'après-saison. Dans le cinquième match entre les deux clubs, il subit la défaite sur cinq points accordés, mais la faute en incombe largement à la défensive des Brewers qui commet quatre erreurs : seuls deux des cinq points donnés par Greinke sont mérités.
Greinke commence 15 parties des Brewers au Miller Park de Milwaukee durant la saison régulière 2011 et deux autres en éliminatoires : chaque fois les Brewers gagnent le match,.

#### Saison 2012
Alors qu'il lance pour Kansas City le 31 juillet 2010, Greinke est le lanceur gagnant dans la victoire des Royals sur les Orioles de Baltimore. Ce match lance une séquence (toujours en cours en date du 22 juillet 2012) de 19 décisions gagnantes dans les matchs à domicile, sans jamais encaisser de défaite. Il égale les performances de Frank Viola (1987-1988,) et de Kenny Rogers (1997-2000), au 3e rang de tous les temps après les 22 décisions gagnantes à domicile de Ray Kremer en 1926-1927 et les 20 de Lefty Grove de 1938 à 1941,. Cette séquence inclut les parties à domicile au Kauffman Stadium de Kansas City et au Miller Park de Milwaukee. Le 6 juin 2012, il porte sa fiche victoires-défaites à 15-0 au stade des Brewers, pour devenir le 4e lanceur depuis l'année 1900 à gagner ses 15 premières décisions à domicile avec sa nouvelle équipe, soit une victoire de moins que le record partagé par Johnny Allen des Yankees de 1932-1933 et LaMarr Hoyt des White Sox de 1980 à 1982
Le manager de l'équipe d'étoiles de la Ligue nationale, Tony La Russa, est critiqué début juillet pour avoir omis d'inviter Greinke au match des étoiles du baseball majeur disputé à Kansas City. L'as des Brewers a alors 9 victoires, 2 défaites, une moyenne de points mérités de 3,08 et 106 retraits sur des prises en 108 manches lancées.
Le 7 juillet à Houston, Greinke est expulsé du match par l'arbitre alors qu'il affronte son deuxième frappeur en première manche. Puisqu'il n'a effectué que quatre lancers dans cette partie, Greinke est choisi le lendemain comme lanceur partant des Brewers pour deux matchs en deux soirs, une situation inhabituelle. Situation plus inhabituelle encore dans l'ère moderne du baseball, Greinke commence une troisième partie des Brewers de suite, mais ce troisième départ survient le 13 juillet au retour de la pause de mi-saison du match des étoiles.
La saison 2012 des Brewers est ardue et l'équipe présente une fiche victoires-défaites sous la moyenne de ,500. Fin juillet, alors que Greinke est destiné à devenir joueur autonome à la fin de la saison et que la date limite des échanges approche, le droitier est fréquemment mentionné dans les rumeurs de transactions.

## Angels de Los Angeles
Le 27 juillet 2012, Greinke est échangé aux Angels de Los Angeles contre trois joueurs d'avenir : l'arrêt-court Jean Segura et les lanceurs Johnny Hellweg et Ariel Peña. Il lance bien à son premier départ avec les Angels le 29 juillet, mais encaisse la défaite puisque son club perd 2-0 à Anaheim contre les Rays. Ceci met fin à la séquence de 19 décisions gagnantes à domicile que connaissait Greinke depuis 2010.
Greinke effectue 13 départs pour les Angels, remportant six gains contre deux défaites. Sa moyenne de points mérités se chiffre à 3,53 en 89 manches et un tiers pour cette équipe. Il termine la saison 2012 avec 15 victoires contre 5 défaites et une moyenne de 3,48 en 212 manches et un tiers lancées pour les Brewers et les Angels. Il est, à égalité avec trois autres joueurs, le lanceur qui effectue le plus grand nombre de départs (34) cette année-là dans le baseball majeur et il termine avec 200 retraits sur des prises. Il devient joueur autonome après ce passage de fin de saison chez les Angels.

## Dodgers de Los Angeles

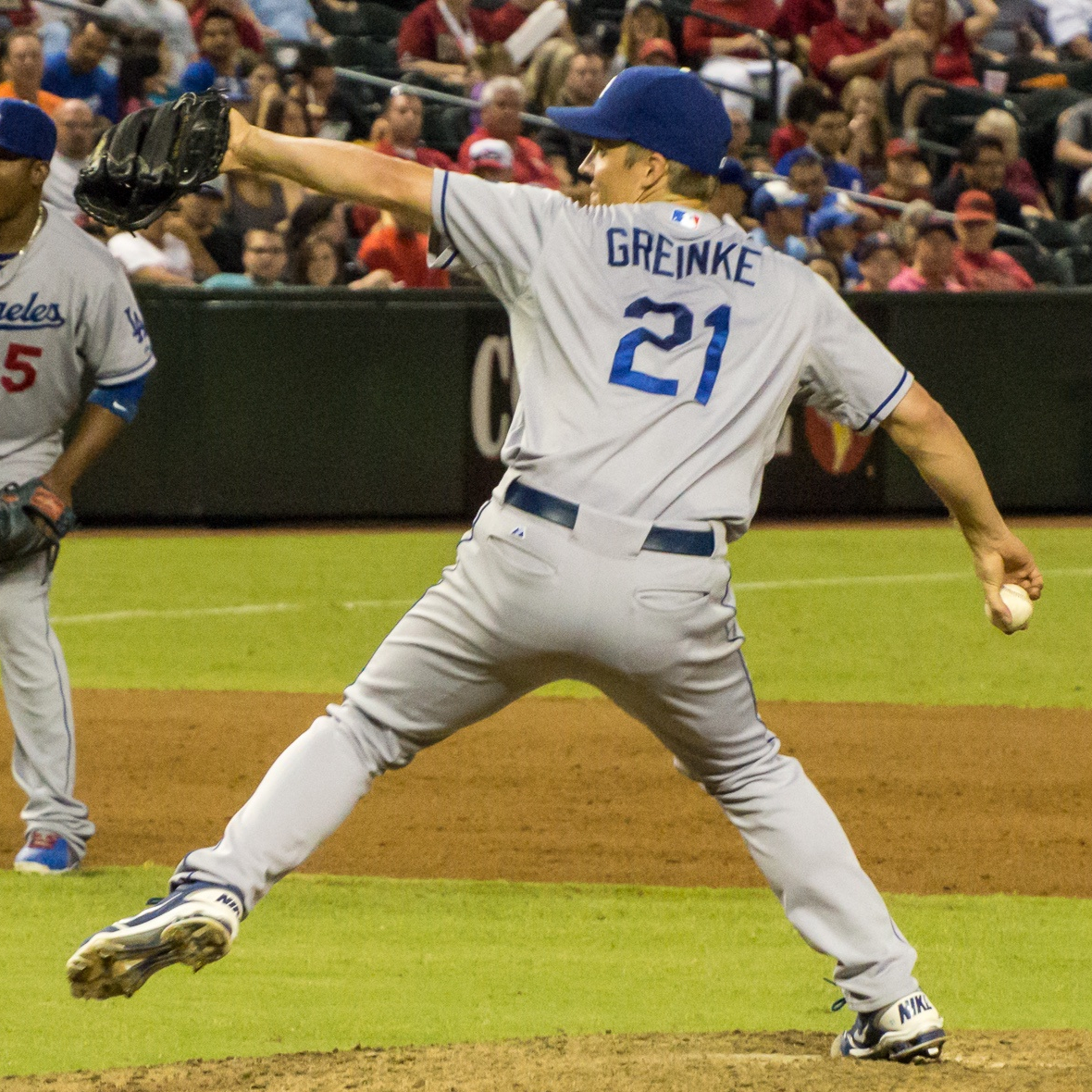
Zack Greinke en 2013 à sa première saison chez les Dodgers.

Un des joueurs autonomes les plus convoités lorsqu'arrive l'automne 2012, Greinke signe le 10 décembre un contrat de six saisons avec les Dodgers de Los Angeles. L'entente est, à 147 millions de dollars au total, la plus dispendieuse accordée jusque-là à un lanceur droitier. Greinke peut toutefois se prévaloir du statut de joueur autonome à la demie de ce contrat. Ce faisant, il risquerait 71 millions de dollars pour les 3 dernières années de cette entente dans l'espoir d'obtenir davantage du marché des agents libres.

### Saison 2013
Greinke fait ses débuts pour les Dodgers le 5 avril 2013 en ne donnant que deux coups sûrs en six manches et un tiers pour une victoire sur les Pirates de Pittsburgh. Le 11 avril, il a la clavicule gauche brisée lorsque Carlos Quentin des Padres se rue sur lui après avoir été atteint par un lancer lors d'un match à San Diego. 
Suivant une opération pour soigner la blessure, sa convalescence est plus courte que prévu et il réintègre les Dodgers le 15 mai suivant. Remportant en 2013 sa 100e victoire dans les majeures, Greinke termine avec une fiche de 15-4 pour le meilleur ratio victoires-défaites de la Ligue nationale. Il effectue 28 départs et sa moyenne de points mérités de seulement 2,63 en 177 manches et deux tiers lancées est la seconde meilleure des Dodgers après celle, exceptionnelle, de Clayton Kershaw (1,83). Avec une moyenne de points mérités de 1,23 en 5 départs en août, il est nommé meilleur lanceur du mois dans la Ligue nationale, un honneur qu'il ajoute à celui reçu en avril 2009 dans la Ligue américaine. Sa WHIP de 0,92 en septembre est la meilleure de la Nationale.
Greinke présente une moyenne de points mérités de 2,57 en 21 manches lancées dans les séries éliminatoires 2013. Il amorce 3 matchs. Après une défaite aux mains des Braves d'Atlanta dans la Série de division, il effectue deux bonnes sorties en Série de championnat de la Ligue nationale, retirant les 13 derniers frappeurs à lui faire face le 16 octobre dans le 5e match qui lui vaut une victoire sur les Cardinals de Saint-Louis.

### Saison 2014
Le 18 avril 2014, Greinke n'accorde qu'un point aux Diamondbacks de l'Arizona. C'est pour lui un 16e départ consécutif où il accorde deux points ou moins à l'adversaire. Depuis 1900, seul Ferdie Schupp a réalisé une telle performance, en 1916-1917. Greinke n'a alors pas accordé plus de deux points depuis son départ du 25 juillet 2013 contre les Reds de Cincinnati. Il bat le record de Schupp le 23 avril face aux Phillies de Philadelphie avec un 17e départ de deux points accordés ou moins. Le 16 mai contre Arizona, Greinke égale un record avec un 21e départ consécutif sans accorder plus de deux points mérités, rééditant une performance réalisée par Roger Clemens du 3 juillet 1990 au 13 mai 1991 avec les Red Sox de Boston.
Greinke reçoit en 2014 sa seconde sélection au match des étoiles, qui est sa première depuis 2009. En 3e manche du match du 25 juillet 2014 à San Francisco, Greinke profite d'une troisième prise non attrapée pour devenir le 5e lanceur de l'histoire des Dodgers à enregistrer 4 retraits sur des prises dans une même manche.

### Saison 2015
Greinke est lanceur partant de l'équipe de la Ligue nationale au match des étoiles 2015 à Cincinnati. Son 4e lancer est un coup de circuit accordé à Mike Trout. Il retire 4 frappeurs de la Ligue américaine sur des prises dans cette courte présence au monticule, et est le premier lanceur à en réussir autant dans un match d'étoiles depuis Pedro Martinez en 1999.
Après que les Padres de San Diego eurent marqué contre lui le 13 juin 2015, Greinke amorce une séquence de plus de 43 manches et deux tiers sans accorder de point à l'adversaire (ininterrompue en date du 20 juillet 2015) qui est la plus longue réalisée depuis le record de 59 manches par Orel Hershiser en 1988. La série de Greinke prend fin face aux Mets de New York le 26 juillet après 45 manches et deux tiers sans point, et il s'agit de la 4e plus longue de l'histoire du baseball après celles de Hershiser, de Don Drysdale (58 manches en 1968) et de Bob Gibson (47 en 1968).
La moyenne de points mérités de 1,66 de Greinke est la meilleure des majeures en 2015 et la plus basse depuis celle de 1,63 de Greg Maddux en 1995.
Le 4 novembre 2015, Greinke choisit de se prévaloir de son droit de mettre fin après 3 saisons au contrat signé avec les Dodgers en décembre 2012, et ce faisant devient joueur autonome.

## Diamondbacks de l'Arizona

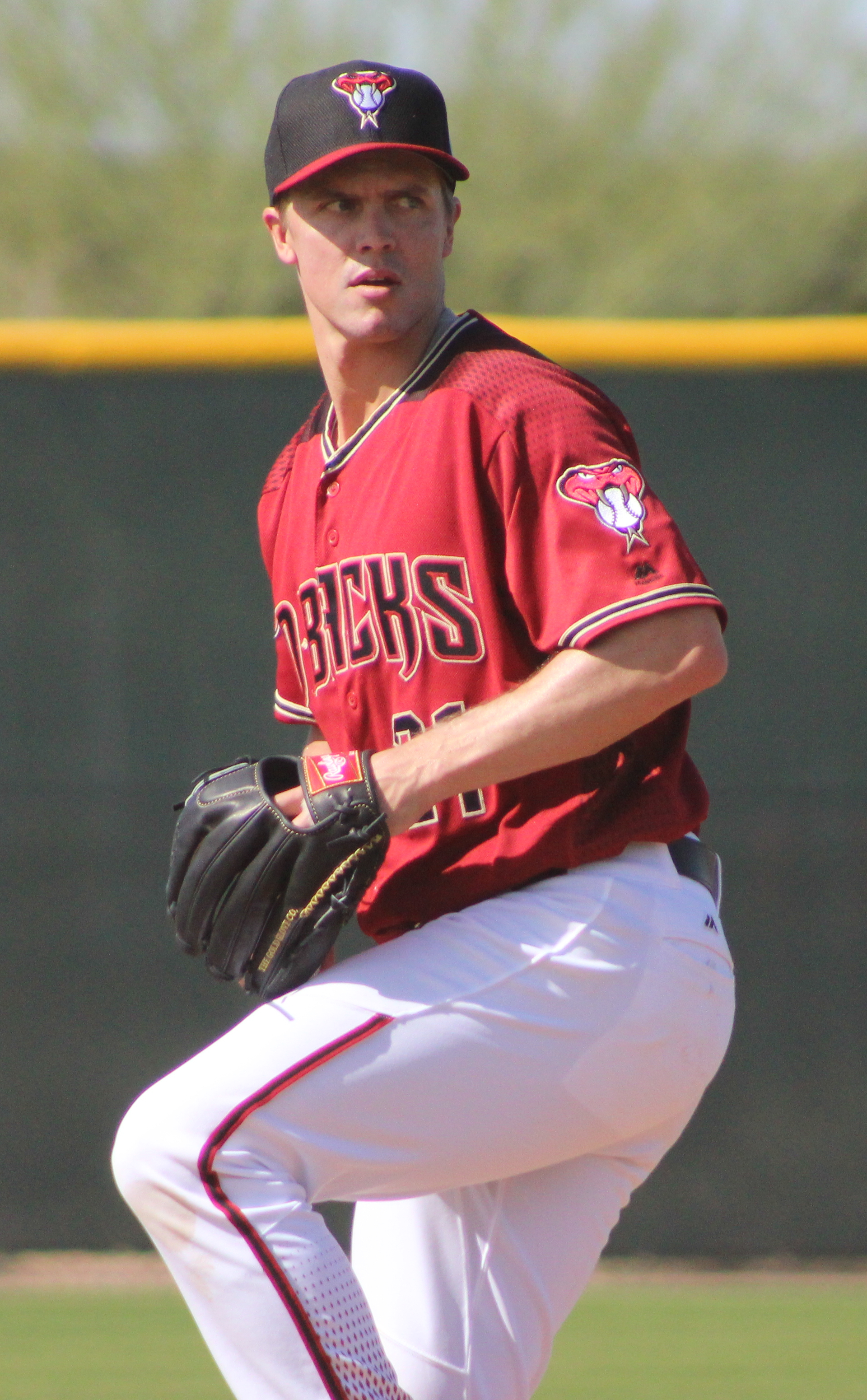
Zack Greinke à l'entraînement de printemps en février 2016 avec les Diamondbacks de l'Arizona.

Début décembre 2015, alors que la lutte pour acquérir les services de Greinke semble ne se faire qu'entre les Dodgers de Los Angeles et leurs grands rivaux les Giants de San Francisco, un autre club de la division Ouest de la Ligue nationale s'interpose au dernier instant et convainc le lanceur droitier de se joindre à eux. Le 8 décembre 2015, Zack Greinke devient officiellement membre des Diamondbacks de l'Arizona, qui lui consentent un contrat de 206,5 millions de dollars pour 6 saisons,. Le salaire annuel moyen de 34,4 millions de dollars obtenu par Greinke est alors le plus élevé de l'histoire du baseball majeur, devant le précédent record de 31 millions par année consentis à Miguel Cabrera (Tigers de Détroit) et David Price (Red Sox de Boston).

## Statistiques
| Saison | Équipe      | G   | GS  | CG | SHO | V   | D   | SV | IP     | SO   | ERA  |
| ------ | ----------- | --- | --- | -- | --- | --- | --- | -- | ------ | ---- | ---- |
| 2004   | Kansas City | 24  | 24  | 0  | 0   | 8   | 11  | 0  | 145,0  | 100  | 3,97 |
| 2005   | Kansas City | 33  | 33  | 2  | 0   | 5   | 17  | 0  | 183,0  | 114  | 5,80 |
| 2006   | Kansas City | 3   | 0   | 0  | 0   | 1   | 0   | 0  | 6,1    | 5    | 4,26 |
| 2007   | Kansas City | 52  | 14  | 0  | 0   | 7   | 7   | 1  | 122,0  | 106  | 3,69 |
| 2008   | Kansas City | 32  | 32  | 1  | 0   | 13  | 10  | 0  | 202,1  | 183  | 3,55 |
| 2009   | Kansas City | 33  | 33  | 6  | 3   | 16  | 8   | 0  | 229,1  | 242  | 2,16 |
| 2010   | Kansas City | 33  | 33  | 3  | 0   | 10  | 14  | 0  | 220,0  | 181  | 4,17 |
| 2011   | Milwaukee   | 28  | 28  | 0  | 0   | 16  | 6   | 0  | 171,2  | 201  | 3,83 |
| 2012   | Milwaukee   | 21  | 21  | 0  | 0   | 9   | 3   | 0  | 123,0  | 122  | 3,44 |
| 2012   | LA Angels   | 13  | 13  | 0  | 0   | 6   | 2   | 0  | 89,1   | 78   | 3,53 |
| 2013   | LA Dodgers  | 28  | 28  | 1  | 1   | 15  | 4   | 0  | 177,2  | 148  | 2,63 |
| 2014   | LA Dodgers  | 32  | 32  | 0  | 0   | 17  | 8   | 0  | 202,1  | 207  | 2,71 |
| 2015   | LA Dodgers  | 32  | 32  | 1  | 0   | 19  | 3   | 0  | 222,2  | 200  | 1,66 |
| 2016   | Arizona     | 26  | 26  | 1  | 1   | 13  | 7   | 0  | 158.2  | 134  | 4,37 |
| 2017   | Arizona     | 32  | 32  | 1  | 0   | 17  | 7   | 0  | 202.1  | 215  | 3,20 |
| 2018   | Arizona     | 33  | 33  | 0  | 0   | 15  | 11  | 0  | 207.2  | 199  | 3,21 |
| Totaux | Totaux      | 455 | 414 | 16 | 5   | 187 | 118 | 1  | 2663.1 | 2435 | 3,39 |

Note : G = Matches joués ; GS = Matches comme lanceur partant ; CG = Matches complets ; SHO = Blanchissages ; 
V = Victoires ; D = Défaites ; SV = Sauvetages ; IP = Manches lancées ; SO = Retraits sur des prises ; ERA = Moyenne de points mérités.